# Ібіська діоцезія
Ібі́ська діоце́зія (лат. Dioecesis Ebusitanus; ісп. Diocesis de Ibiza) — діоцезія римського обряду Католицької церкви в Іспанії, з центром у місті Ібіса.  Входить до складу Валенсійської церковної провінції. Суфраганна діоцезія Валенсійської архідіоцезії. Заснована 1927 року. Голова — єпископ Ібіський. Центральний храм — Ібіський собор.  Площа — 872 км². Населення — 118,013 ос.; з них католики — 110,000 ос. (93.2%). Чинний голова — Вінсенте Хуан Сегура, єпископ Ібіський.

## Єпископи
- Вінсенте Хуан Сегура

## Статистика
Згідно з «Annuario Pontificio» і Catholic-Hierarchy.org: